# Кшенський Олександр Фадейович
Олександр Тадейович Кшенський (1911—1943) — майор Робітничо-селянської Червоної армії, учасник радянсько-фінської та Німецько-радянської війни, Герой Радянського Союзу (1940).

## Життєпис
Олександр Кшенський народився 31 грудня 1911 року в селі Шостка (нині — місто в Сумській області України). Після закінчення семи класів школи та школи фабрично-заводського учнівства працював майстром на заводі. У 1933 році Кшенський призваний на службу в Робітничо-селянську Червону армію. Закінчив полкову школу. У 1938 році закінчив Одеське артилерійське училище.
Брав участь у радянсько-фінській війні, будучи командиром 2-ї батареї 137-го гаубичного артилерійського полку 13-ї армії Північно-Західного фронту. У лютому 1940 року під час прориву лінії Маннергейма батарея Кшенського успішно підтримала дії стрілецьких частин, знищивши 5 фінських дотів і 1 дзот.
Указом Президії Верховної Ради СРСР від 7 квітня 1940 року за вміле керівництво боєм, мужність, виявлену в боях з фінами" лейтенант Олександр Кшенський був удостоєний високого звання Героя Радянського Союзу з врученням ордена Леніна і медалі «Золота Зірка» за номером 312.
У 1941 році Кшенський закінчив курси при Вищій командній артилерійській академії. З того ж року — на фронтах Німецько-радянської війни. 11 серпня 1943 року Кшенський загинув у бою на території Харківської області Української РСР. Похований в селі Петрівське Вовчанського району Харківської області.
Нагороджений двома орденами Леніна.
У честь Кшенського названа вулиця в Шостці.